# Leptea
Leptea is een geslacht van rechtvleugeligen uit de familie Pyrgomorphidae. De wetenschappelijke naam van dit geslacht is voor het eerst geldig gepubliceerd in 1904 door Bolívar.

## Soorten
Het geslacht Leptea omvat de volgende soorten:
- Leptea albotaeniata Werner, 1908
- Leptea debilis Finot, 1894